# Selvacla troxalis
Selvacla troxalis är en insektsart som beskrevs av Otte, D. 2006. Selvacla troxalis ingår i släktet Selvacla och familjen syrsor. Inga underarter finns listade i Catalogue of Life.